# Anapest
L'anapest, també anomenat antidàctil, és un peu de vers d'origen grec format per dues síl·labes curtes i una llarga. És un peu mètric emprat en poesia clàssica. Des de la perspectiva accentual consisteix en la combinació de dues síl·labes àtones seguides d'una síl·laba tònica. Es pot veure com un dàctil invertit. Aquesta paraula prové del grec ἀνάπαιστος, anápaistos, literalment "retornat el cop" i en un context poètic "un dàctil inverteix".
A causa de la seva longitud i del fet que acaba amb una síl·laba tònica i, per tant, permet rimes fortes, l'anapest pot produir un vers molt dinàmic i permet llargues línies amb una gran complexitat interna.
A part del seu paper independent, els anapests de vegades s'utilitzen com a substitucions en el vers iàmbic. En estrictes pentàmetres iàmbics, els anapests són rars, però es troben amb certa freqüència en versions més lliures de la línia iàmbica, com ara el vers de les últimes obres de Shakespeare o la poesia lírica del segle xix.

## Exemples
Va ⎹ pas⎹sant ⎹ en⎹tre⎹mig ⎹ de ⎹ sa ⎹ gent ⎹ a⎹dor⎹mi⎹da
La ⎹ sar⎹da⎹na és ⎹ la ⎹ dan⎹sa ⎹ més ⎹ be⎹lla ⎹ de ⎹ to⎹tes ⎹ les ⎹ dan⎹ses ⎹ que es ⎹ fan ⎹ i es ⎹ des⎹fan (Joan Maragall)